# منصورعلی زارعی

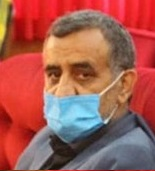
منصورعلی (محسن) زارعی

منصورعلی زارعی کیاپی متولد روستای کیاپی از توابع بخش مرکزی شهرستان میاندورود؛ سیاستمدار ایرانی و اصولگرا است. او نمایندهٔ دورهٔ یازدهم مجلس شورای اسلامی از حوزهٔ انتخابیهٔ ساری و میاندورود بود.
سوابق؛
● نماینده مردم شریف شهرستان های ساری و میاندورود در مجلس شورای اسلامی ( دوره یازدهم )
● عضویت در کمیسیون های؛ کشاورزی، آب، منابع طبیعی و محیط زیست و کمیسیون اصل نود قانون اساسی، ریاست فراکسیون امنیت غذایی در سوابق وی در مجلس یازدهم دیده می شود.
‌
- فرماندار مرکز استان ( ساری و میاندورود )

● مدیرکل حفظ آثار و نشر ارزش های دفاع مقدس استان مازندران
● مدیرکل بازرسی، مدیریت عملکرد، امور حقوقی و پاسخگویی به شکایات استانداری مازندران
● مشاور ارشد استاندار و عضو شورای معاونین استانداری مازندران
● عضو شوراهای فرماندهی سپاه های استان مازندران و استان گیلان
● قائم مقام ستاد مرکزی انتخاباتی شهید حضرت آیت الله سید ابراهیم رئیسی در مازندران ( انتخابات ۱۴۰۰ )
● صاحب امتیاز و مدیر مسئول پایگاه خبری تحلیلی مردم گرا
● رئیس ستاد مرکزی انتخاباتی دکتر محمدباقر قالیباف در استان مازندران ( انتخابات ۱۴۰۳ )